# 海南藤芋
海南藤芋（学名：Scindapsus maclurei）为天南星科藤芋属的植物。分布于泰国、越南以及中国大陆的海南各地等地，生长于海拔400米至600米的地区，多生于热带密林中的石壁及大树上，目前尚未由人工引种栽培。

## 别名
吊头藤、吊东根藤（海南）